# 威尔伯·罗斯
小威尔伯·路易斯·罗斯（英語：Wilbur Louis Ross Jr.；1937年11月28日—），美国投资家，擅长重组不同行业的破产企业，诸如钢铁、煤矿、电信、跨国投资公司和纺织等行业，尤其精通杠杆收购。他是耶鲁大学管理学院顾问，也是“转机管理协会”和“美国破产协会”会员。经克林顿总统任命，Ross曾在“美俄投资基金”董事会供职，之後成為纽约市市长魯迪·朱利安尼的私有化顾问。2005年，罗斯首次被《福布斯杂志》选入世界富豪榜。
2016年11月30日，候任美國總統唐納·川普提名罗斯出任美国商务部长。2017年2月27日，美国参议院以72票支持和27票反對，通過提名。
2021年7月23日，中華人民共和國外交部宣布對6人1實體實施制裁，包括威尔伯·罗斯在內。

## 学生时代
Ross出生在新泽西郊外一个富裕家庭，父亲是律师，母亲是教师。年轻时，Ross 每天花两个小时从新泽西去曼哈顿的Catholic Xavier高中上课。他热衷径赛，也是步枪小组组长。他毕业于耶鲁学院（也是父亲的母校），获得BBA学位。在耶鲁，他编辑一份文学杂志，并在电台工作。刚开始，他希望成为作家，因而参加小说学习班，但当他面对每天要写500字的任务时，觉得自己“江郎才尽”，於是放弃作家梦。系里一名指导老师帮助他获得第一份工作——在华尔街的暑期工作。之后，Ross 在哈佛商学院获得MBA学位。

## 早期经历
70年代中期，Ross 成为美国最出名的破产顾问，到了1997年，他希望尝试不同业务，花了3年在Rothschild之下创办一家私募股权公司。但是，由于不能投资自己已经开展咨询业务的公司，全美有1/3破产企业与其投资业务无缘。

## 收购故事
2000年，Ross 以4亿4千万美元在纽约成立WL Ross & Co. LLP，並找到另外4人一同开展业务：David H Storper，主管销售；David L. Wax，长期测试专家；Stephen J. Toy，亚洲专家；Pamela K Wilson，JP摩根的老雇员。
2004年，Ross将Burlington Industries 和 Cone Mills合并，以组建国际纺织集团（ITG）。ITG有5項不同业务：Cone Denim, Burlington Apparel Fabrics, Home Furnishings, Carlisle Finishing and Nano-Tex LLC。从美国银行获得了一笔5年期，数额为1亿5千万美元的信贷透支。其他借款人包括GE Capital和花旗银行。
2004年5月，Ross购买了Horizon Natural Resources不少非工会资产，进而建立国际煤矿集团。之后，取消了Horizon的工会合同，包括原职工的养老金协议。美国矿工协会（UMWA）因而强烈抗议其利用破产法案的行为，认为其不顾工会诉求、更不考虑职工的健康安全及养老金问题。
2005年，Ross 协助美国当地的钢铁工人协会，帮助他们“拯救”宾夕法尼亚州的钢铁工业。同年4月，Ross以45亿美元的价格，将总部设在怀俄明Richfield的国际钢铁公司卖给了米塔尔钢铁公司（印度），但是Ross并没有出售自己在米塔尔钢铁公司的任何股份。
2005年4月，在Oxford Automotive 进入破产清算阶段之时，Ross及其他投资人为其提供1亿美元的资本金支柱，以换取25%的股份。Oxford Automotive是一家美方投资的欧洲公司。
2005年11月28日，Ross、Franklin Mutual Advisers LLC和Lear集团宣布收购Collins & Aikman价值6亿美元的欧洲部分。此项收购涉及到位于奥地利、比利时、捷克、德国、荷兰、斯洛伐克、西班牙、瑞典和英国等国的工厂。这些工厂为福特、通用汽车、Daimler Chrysler、保时捷、萨博、大众汽车、沃尔沃和其他设备制造商提供配件。
2005年12月2日，Zapata集团的主席Avie Glazer宣布以5120万美元的价格，将Safety Components International的77%的股权出售给Ross。Safety Components International主要从事于安全气囊和窗帘的制造，总部在美国加利福尼亚的Greenville，其工厂分布在欧洲、北美、中国和南非。
2006年1月2日Sago煤矿发生矿难，12名矿工遇难。
2006年2月，Ross宣布希望以Oxford Automotive的25%的股权，作为反向收购的一部分，用以交换Wagon集团的股权，并且希望能够成为合并后新公司的非执行董事。当月Wagon股价上涨，超过2英镑。
2006年4月份，Wagon通过向Oxford Automotive公司的股东增发新股的方式，募集资金，进而再收购Oxford Automotive。收购被定义为反向收购。投资成本最终为1亿6620万英镑。原Oxford Automotive的3位董事成为集团的非执行董事，即Wilbur Ross、Jens Hohnel、Rolf Zimmermann。Wagon的股票暴涨至2.6英镑每股。
2006年3月23日，面对美国劳动部、西弗吉尼亚州和国会的调查，Sage煤矿副总裁Sam Kitts承认煤矿属于“狼奔矿业公司”，而“狼奔矿业公司”则属于“猎人山矿业公司”，而“猎人山”则属于“国际煤矿集团（ICG）”。ICG正是由Ross于2004年组建并所有。
2006年10月16日，作为国际汽车配件集团（International Automotive Components Group）的主席，Ross宣布完成了对Lear 集团在欧洲的“内饰系统”部的收购工作。收购不涉及借款，而是采用换出国际汽车配件集团34%股权的方式完成的。收购使国际汽车配件集团获得了分布在欧洲9国的20家工厂，以及12亿美元的年销售额。
2007年上半年，Lear 集团将“内饰系统”部转移到了国际汽车配件集团，此项交易涉及26家制造商和2家在中国的合资厂。之后，Lear 出资2700万美元收购了国际汽车配件集团25%的股权，并且保证还将追加7%的收购额。

## 家庭
第二任妻子是前纽约州副州长Betsy McCaughey。1998年1月，他为第二任妻子McCaughey Ross的竞选提供225万美元的资金，不过McCaughey却在竞选当中惨败。2000年二人离婚，前妻宣称Wilbur Ross以赞助其竞选为条件，强迫与其结婚。2004年Wilbur Ross与Hilary Geary结婚。

## 荣誉

### 外国勋章奖章
- 旭日重光章（日本，2014年11月3日公布[3]）

## 資料來源
1. ↑  Zarroli, Jim. . NPR. November 30, 2016  [November 30, 2016]. （原始内容存档于2018-06-20）.
2. ↑  . 中新網. 2017-02-28  [2017-02-28]. （原始内容存档于2020-12-03）.
3. ↑  （日語） (PDF). 内阁府. 2014-11-03  [2022-05-07]. （原始内容存档 (PDF)于2022-01-18）.